# Обыкновенная иволга
Обыкнове́нная и́волга (лат. Oriolus oriolus) — небольшая яркая птица, единственный представитель семейства иволговых, распространённый в умеренном климате северного полушария. Гнездится в Европе, исключая её самые северные районы, и в Малой, Средней и Южной Азии (кроме Аравийского полуострова), доходя на востоке до западных окраин Монголии и Китая, в лесной зоне Сибири до верховьев Енисея. Шумная и подвижная, обычно держится в кроне деревьев, преимущественно лиственных. Необщительна, встречается в одиночку либо парами. Питается гусеницами и другими насекомыми, а также ягодами. Мигрирует на дальние расстояния, зимует в тропиках Азии и Африки к югу от Сахары. Обычный вид.
По данным Международного союза охраны природы, довольно многочисленный вид. Несмотря на то, что общая популяция птиц за последние годы снизилась, её динамика в настоящее время не позволяет рассматривать этот вид как уязвимый. В международной Красной книге иволга имеет статус таксона минимального риска (категория LC).

## Описание
Размером немного крупнее обыкновенного скворца: длина 24—25 см, размах крыльев около 45 см, масса 50—90 г. Тело несколько удлинённое. В окрасе хорошо выраженный половой диморфизм: самцы и самки заметно отличаются друг от друга. Оперение самца золотисто-жёлтое с чёрными крыльями и чёрным хвостом. По краю хвоста, а также на крыльях видны небольшие жёлтые пятна. От клюва к глазу идёт чёрная полоса, называемая «уздечкой» — в зависимости от подвида она может заходить за глаза либо нет (см. рисунок). У самки зеленовато-жёлтый верх и белёсый низ с тёмными продольными пестринами. Крылья зеленовато-серые. Клюв у обоих полов бурый или красновато-коричневый, достаточно длинный и сильный. Радужная оболочка красная. Молодые птицы больше похожи на самку, но выделяются более тусклым, пёстрым и тёмным снизу оперением.
Очень подвижная птица, быстро и бесшумно перепрыгивает с ветки на ветку в густой листве деревьев. Полёт быстрый и волнообразный, как у дятлов или дроздов. Средняя скорость полёта составляет 40—47 км/ч, хотя самцы в погоне друг за другом могут достигать 70 км/ч. Редко вылетает на открытое место, хотя самцы в брачный период иногда позируют, сидя на ветке.
Вокализация включает в себя несколько непохожих друг на друга вариаций. Иногда издаёт резкий и совсем немузыкальный крик, напоминающий мяуканье испуганной кошки. Издалека слышен низкий мелодичный свист птицы, напоминающий звуки флейты и состоящий из 3—4 слогов: «фиу-лиу-ли». На расстоянии почти не разобрать другой типичный для иволги крик: серию отрывистых скрипучих звуков «гигигигиги», как у соколов.

## Подвиды

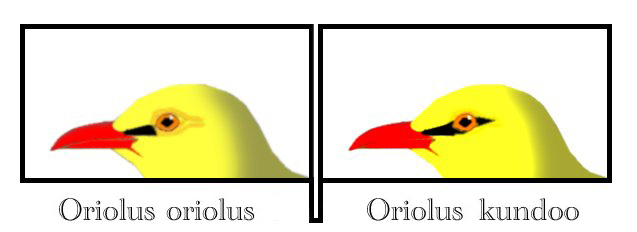
Отличный рисунок уздечки у подвидов

Подвидов не выделяют. Ранее этот вид включал O. kundoo в качестве подвида. Их различали следующим образом:
- O. oriolus Linnaeus, 1758. Второе маховое перо больше пятого. За глазом чёрное пятно отсутствует. Наружная пара рулевых перьев в основной половине чёрная. У 2—4-й снаружи пар рулевых перьев чёрная окраска занимает половину или более половины основной части пера[10]. Гнездится в Европе, Западной Сибири и северной половине Казахстана от Атлантического побережья к востоку до Енисея, в Азии от Турции, Кавказских гор, центрального Ирана до Ферганской долины, озера Зайсан, Алтая, Западного Саяна, Джунгарского Алатау. Мигрирует в Восточную и Южную Африку, северо-запад Индии[11][12].

- O. kundoo Sykes, 1832. Второе маховое перо меньше или равно пятому. За глазом имеется небольшое чёрное пятно. Наружная пара рулевых перьев обычно целиком жёлтая, лишь иногда у основания развит чёрный цвет. У 2—4-й снаружи пар рулевых перьев чёрная окраска имеется у оснований[10]. Гнездится на юге Казахстана, в Центральной Азии от бассейнов Амударьи и Сырдарьи на запад до долин рек Чу и Или, Тянь-Шаня, Алтая, на юг до Памира, восточного и центрального Афганистана, горных районов Белуджистана и Кашмира, западных и центральных Гималаев, индийского штата Майсур[12].

## Распространение

### Ареал

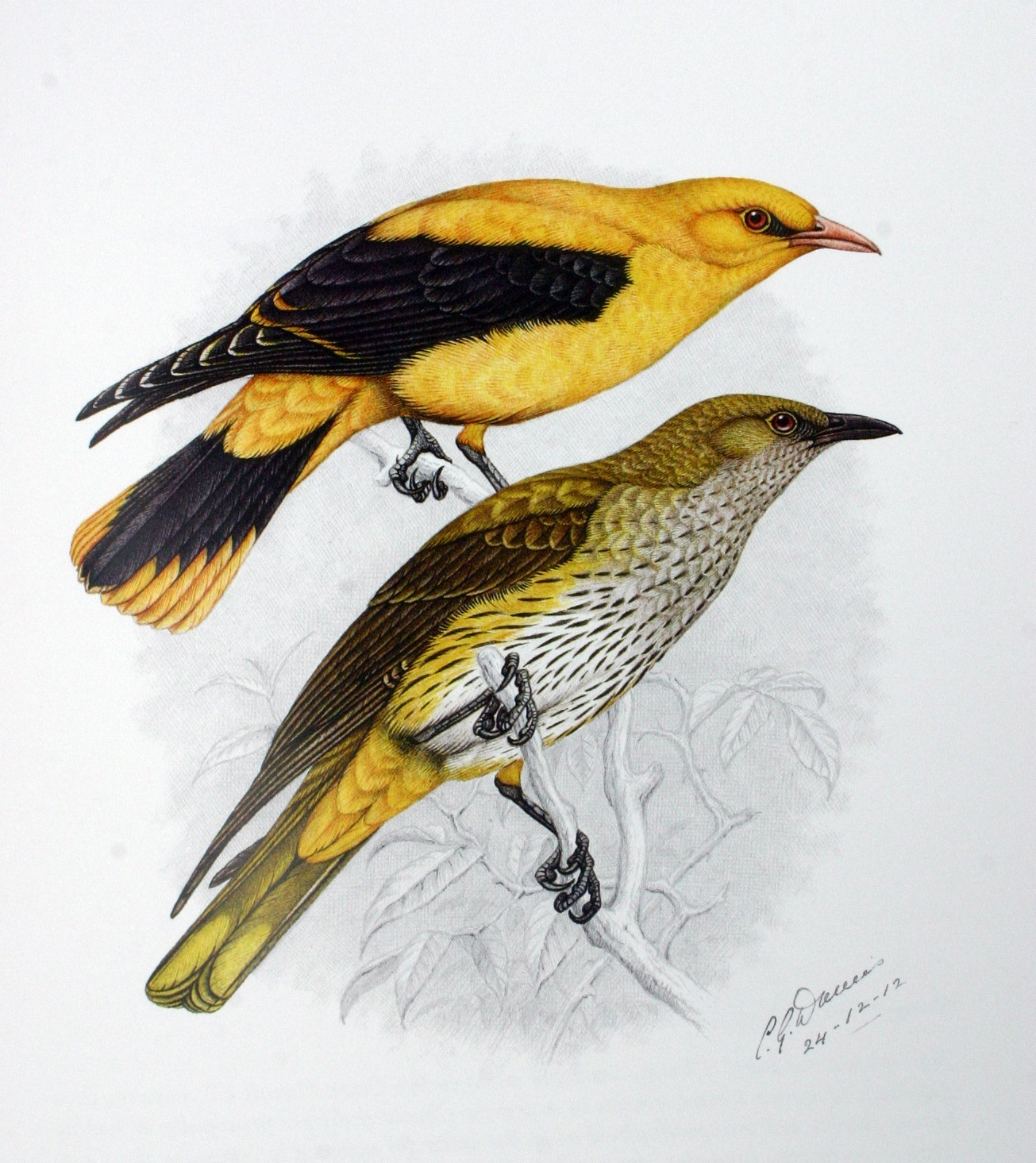
Рисунок самца и самки иволги

Широко распространённый вид. Охватывает почти всю Европу, проникая к северу до 63° с. ш. в Швеции и Финляндии, и 61° с. ш. в Европейской части России. На Британских островах почти не гнездится, эпизодически встречаясь лишь на островах Силли и южном побережье Англии. Также нерегулярно гнездится на Азорских островах и острове Мадейра. Гнездовой ареал в Азии занимает всю западную её часть вплоть до долины Енисея, Минусинской котловины, Западного Саяна и Джунгарского Алатау, а также нижнего течения Ганга в Индии и Бангладеш. Повсюду перелётная птица, за исключением индийской популяции, совершающей лишь незначительные кочёвки во внегнездовой период.

### Места обитания
Большую часть жизни проводит высоко в кроне деревьев — несмотря на яркое оперение, эту птицу зачастую трудно увидеть с земли. Предпочитает светлые высокоствольные леса, преимущественно лиственные — берёзовые, ивовые или тополиные рощи. В засушливых регионах нередко селится в тугайных зарослях речных долин. Реже встречается в травянистых сосновых борах. Наконец, иногда выбирает безлюдные острова с отдельными деревьями, где кормится в песчаных дюнах или вересковых зарослях.
Сплошного затенённого леса и тайги избегает, при этом охотно селится рядом с человеком в садах и парках, лесопосадках вдоль дорог. На Тянь-Шане гнездится до 2000—2200 м над уровнем моря. На пролётах встречается значительно выше — до 2700 м в Таласском Алатау, 2300 м в Руанде и 4300 в Танзании. С ноября по февраль держится в основном на равнинах: до 850—900 м над уровнем моря в Анголе и до 50 м в Кении.

## Питание

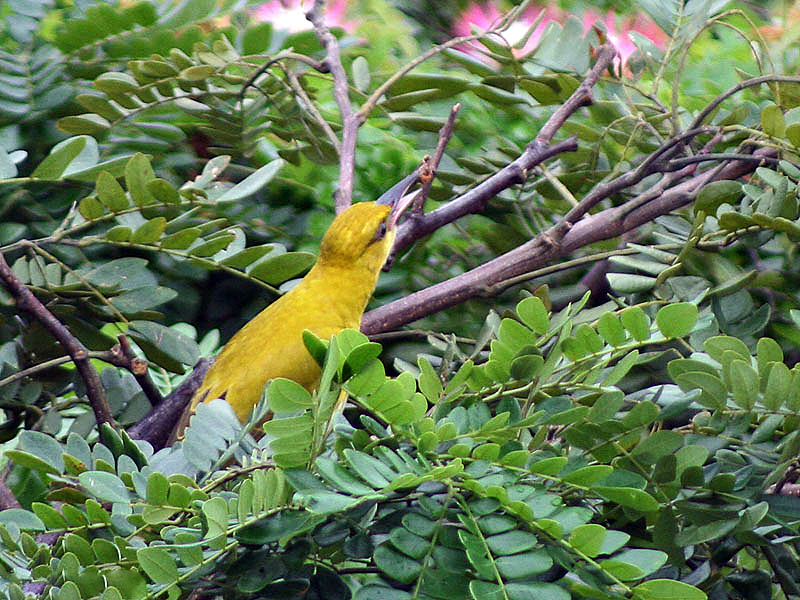
В поисках корма

Основу рациона составляют животные корма. В сезон размножения питается в основном древесными насекомыми, главным образом гусеницами, в том числе и волосатыми. Употребляет в пищу бабочек (в том числе медведиц), стрекоз, уховёрток, комаров-долгоножек, клопов (от щитников Pentatomidae до килевиков Acanthosoma), древесных жуков (жужелиц, мягкотелок Cantharidae, щелкунов Elateridae, пластинчатоусых Scarabaeidae, листоедов Chrysomelidae, жуков-усачей Cerambycidae, долгоносиков Curculionidae), некоторых прямокрылых (пластинохвостов Leptophyes, конусоголовов Conocephalus). Ловит некоторых пауков.
Иногда разоряют гнёзда мелких птиц, таких как серая мухоловка (Muscicapa striata) и горихвостка (Phoenicurus phoenicurus).
В период созревания плодов и в местах миграции частично переключается на плоды — черешню, виноград, смородину, черёмуху, инжир, грушу, шелковицу и т. п. Кормится в основном ранним утром, в меньшей степени во второй половине дня после 15 часов.

## Размножение
Как и другие представители семейства, обыкновенная иволга моногамна. В случае миграции к местам гнездовий прибывает довольно поздно, когда на деревьях уже появляется первая зелень: в средней полосе России во второй половине мая. Первыми прибывают самцы, самки чуть позже. Размножение происходит раз в год, полные кладки встречаются в Восточной Германии в конце мая — начале июня, в Испании в конце мая, в Бельгии, Швейцарии и Швеции в начале июня, в Марокко в середине июня. В брачный период самец ведёт себя демонстративно — прыгает с ветки на ветку, летает вокруг самки, преследует её, совершает в воздухе «нырки», активно щебечет и свистит, распускает хвост и хлопает крыльями. Он также охраняет свою территорию — между конкурирующими самцами нередки ожесточённые драки. Привлечённая самка отвечает свистом и вертит хвостом.

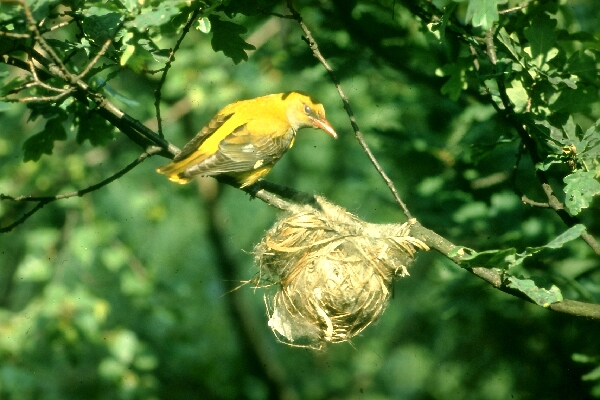
Гнездо

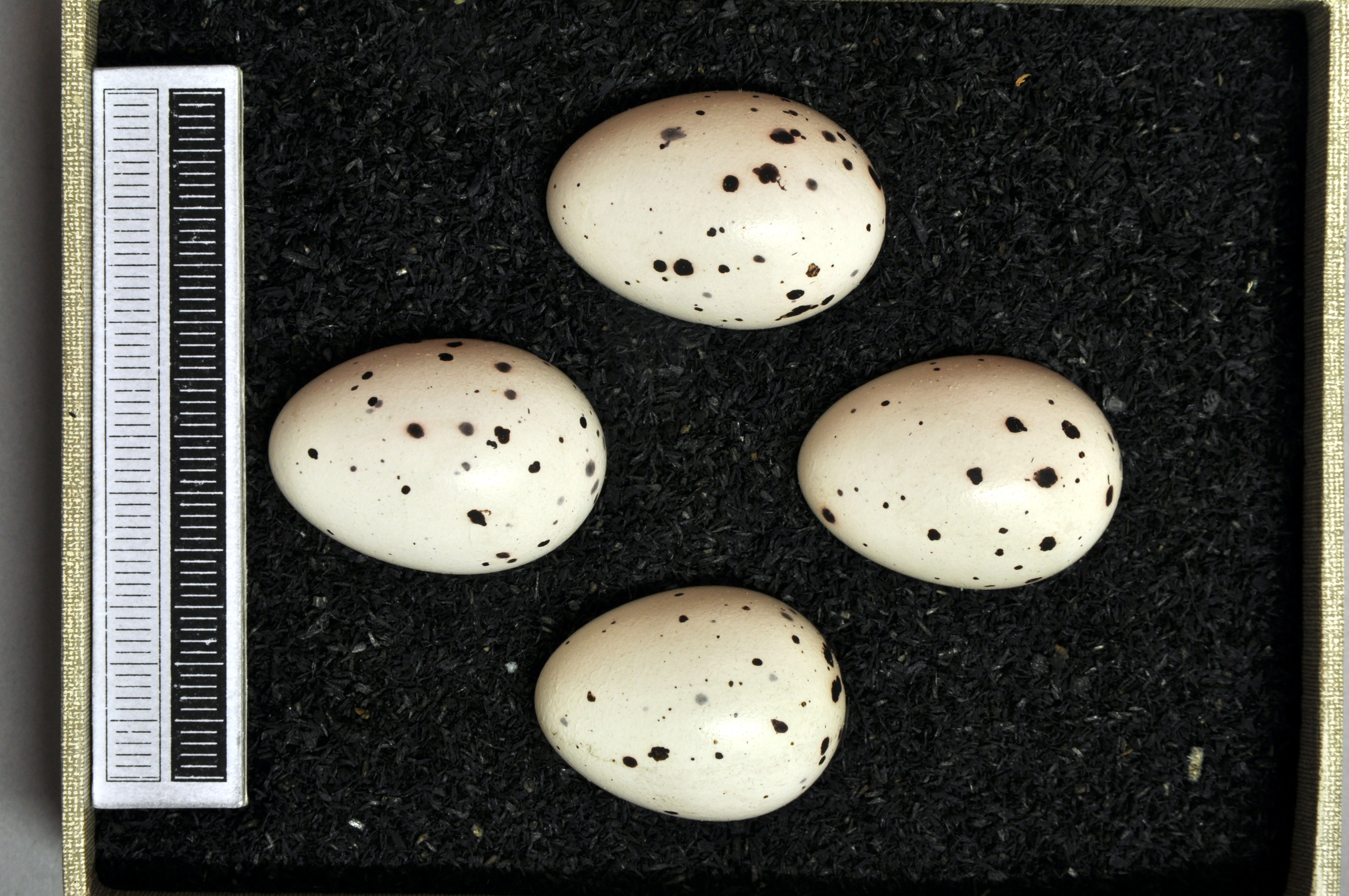
Яйца

Гнездо представляет собой неглубокую висячую корзиночку с широкими овальными краями, обычно сплетённую из полосок луба, сухих стеблей трав и бересты. Диаметр гнезда 12—16 см, высота гнезда 6—9 см, диаметр лотка 8,5—11 см, глубина лотка 4—5 см. Изнутри гнездо выкладывается листьями, пухом, паутиной или даже обрывками мягкого мусора, оставшегося после человека. Вообще, при необходимости при постройке гнезда птицы могут использовать любой подходящий для этого материал — например, в одном известном случае во время Первой мировой войны иволги брали бинты из находящегося поблизости перевязочного пункта. При обустройстве гнезда заметно чёткое распределение обязанностей — самец собирает материал, а самка укладывает его на место.
Как правило, гнездо расположено высоко над землёй, в развилке тонких горизонтальных веток далеко от ствола, а в случае отсутствия подходящего места меж двух ветвей. Оно хорошо крепится, чтобы сильный порыв ветра не мог его разрушить, и маскируется в листве кусочками мха и стебельками трав. На интересную особенность расположения гнезда обратил внимание известный российский орнитолог и публицист С. А. Бутурлин — свежее гнездо всегда находится под наклоном к стволу, однако в дальнейшем под тяжестью птенцов его угол постепенно смещается в противоположную сторону. В кладке, как правило, 4 (реже 3—5) яйца белого с розовым или кремовым оттенком тона и редкими красновато-бурыми крапинами. Размер яиц (28—33) х (21—23) мм, масса около 0,37—0,48 г. Насиживание длится 13—15 дней, сидит преимущественно самка. Самец кормит самку и изредка заменяет её на непродолжительное время. Появившиеся на свет птенцы слепые и покрыты длинным желтоватым пухом. Оба родителя кормят их сначала гусеницами, а позднее в дополнение и более твёрдыми ягодами. Наблюдения показали, что количество подлётов родителей с добычей к гнезду в среднем составляло 9—15 раз в течение часа, что в итоге приводило до 211 кормлений в сутки. Птенцы начинают летать через 15—17 дней — на юге России первые слётки появляются уже во второй половине июня, а к середине июля и на всей территории ареала. Рассеивание происходит в начале августа, а уже в конце этого месяца перелётные птицы начинают откочёвывать на зимние квартиры.

## Враги
Сообщения о нападении пернатых хищников на иволог эпизодичны, несмотря на то, что яркое оперение неизменно привлекает к ним внимание. Известно, что на них охотятся ястреб-перепелятник, разнообразные соколы (сапсан, кобчик Falco vespertinus, сокол Элеоноры Falco eleonorae, пепельный Falco concolor, средиземноморский Falco biarmicus соколы, обыкновенная пустельга Falco tinnunculus), орёл-карлик (Hieraaetus pennatus), чёрный (Milvus migrans) и красный (Milvus milvus) коршуны и некоторые другие хищные птицы.

## Этимология

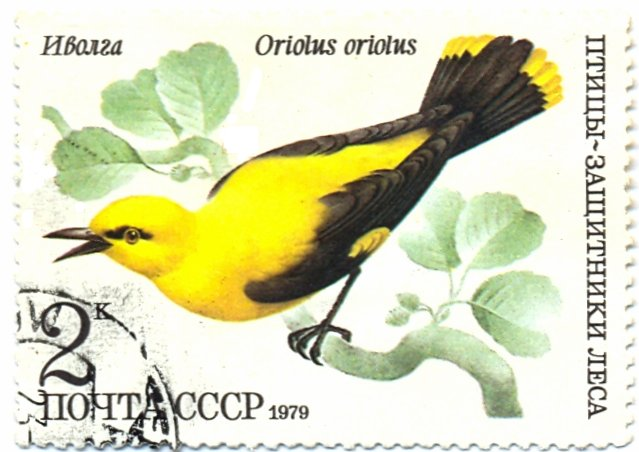
Изображение обыкновенной иволги на почтовой марке

Происхождение научного названия Oriolus имеет две версии. Согласно одной из них, название произошло от латинского слова «aureolus» («золотой»), которое впоследствии в старофранцузском языке трансформировалось в слово «oriol». Предполагают, что таким образом подчёркивался яркий жёлтый окрас птицы, нетипичный для Европы. Вторая версия — название подражает мелодичной песне иволги — явление, в лингвистике именуемое ономатопеей.
Русское название иволга, по мнению лингвистов, имеет славянские корни и является однокоренным со словами «волога» и «влага». Полагают, что в древности птицу представляли как предвестницу дождя. Название созвучно с польским словом wilga, сербским вуга («иволга»), латышским vālodze и литовским volungė («поползень»).

## В астрономии
В честь иволги назван астероид (701) Ориола, открытый в 1910 году.